# Staurothèque de Limbourg-sur-la-Lahn

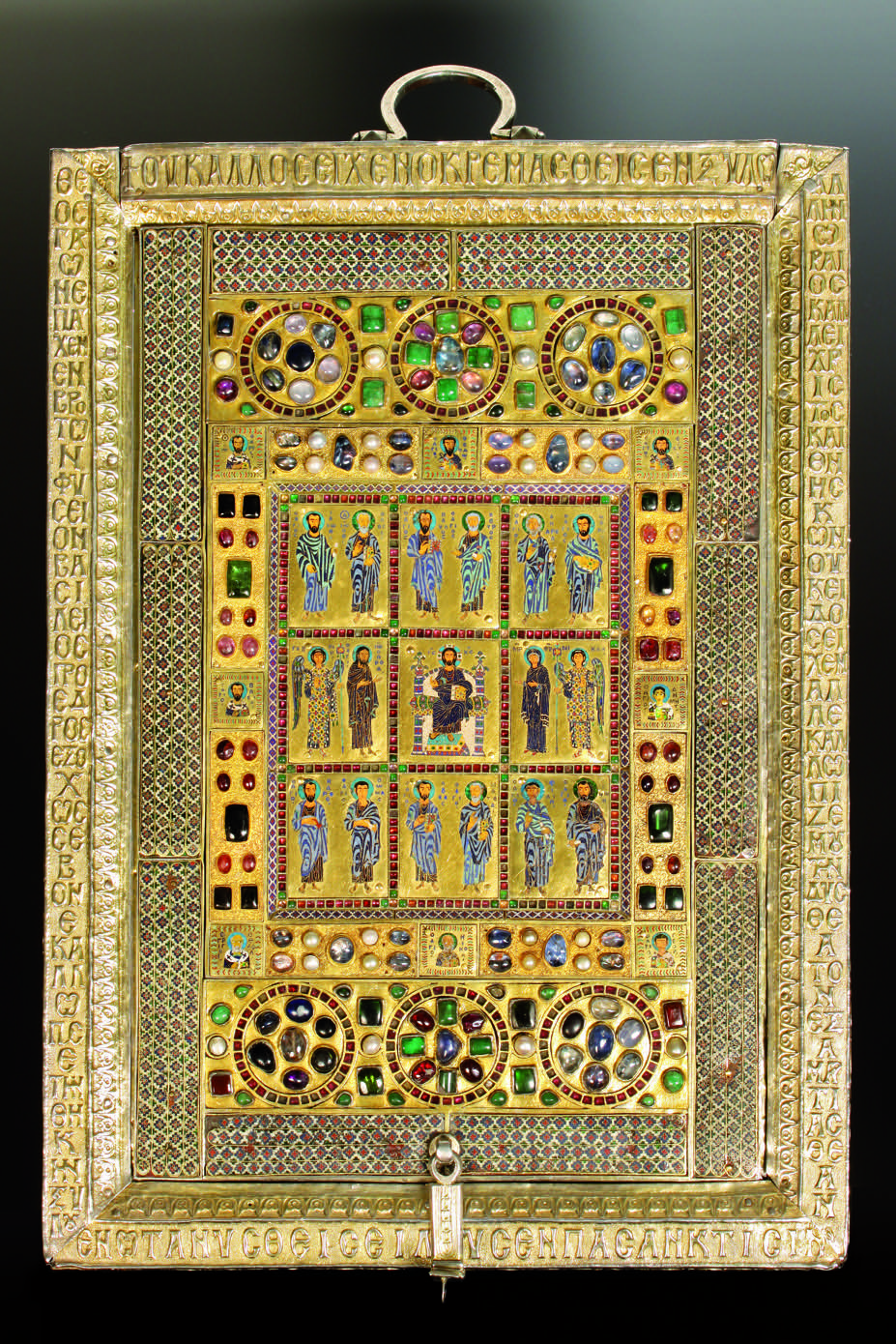
Couvercle de la staurothèque.

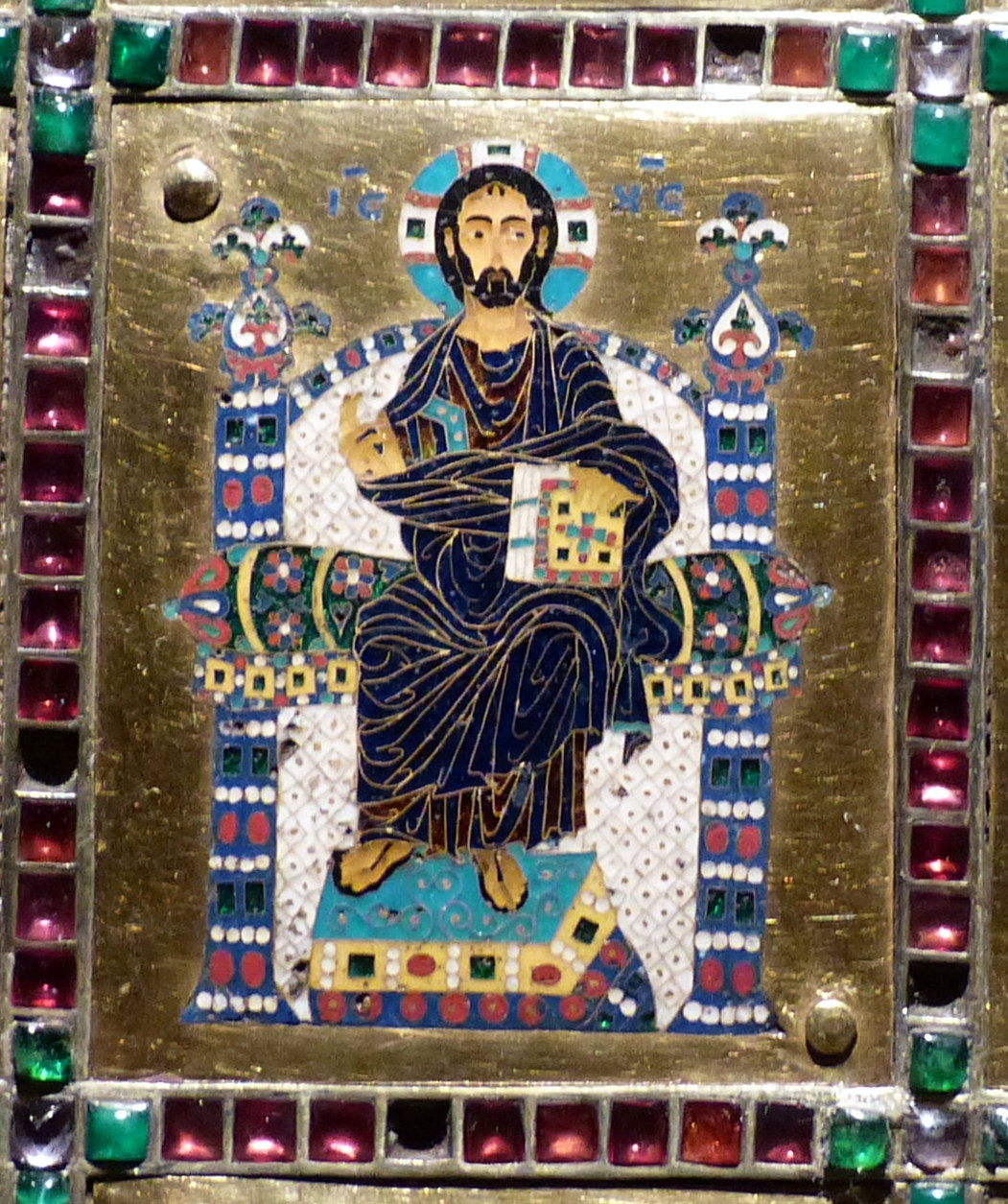
Christ pantocrator au centre du couvercle.

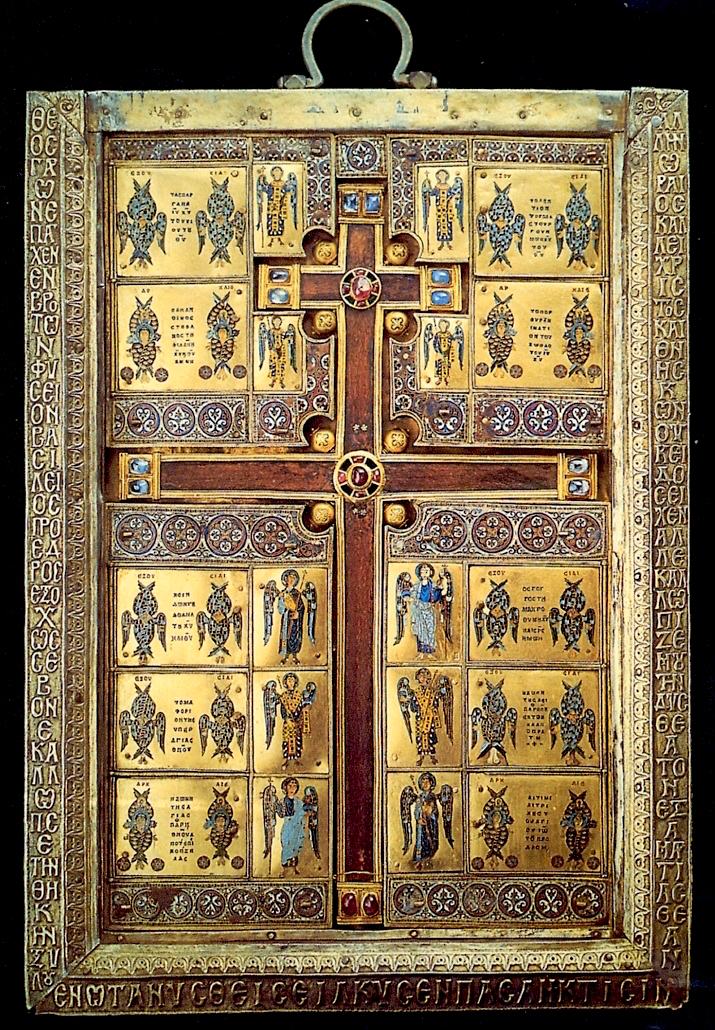
Intérieur de la staurothèque.

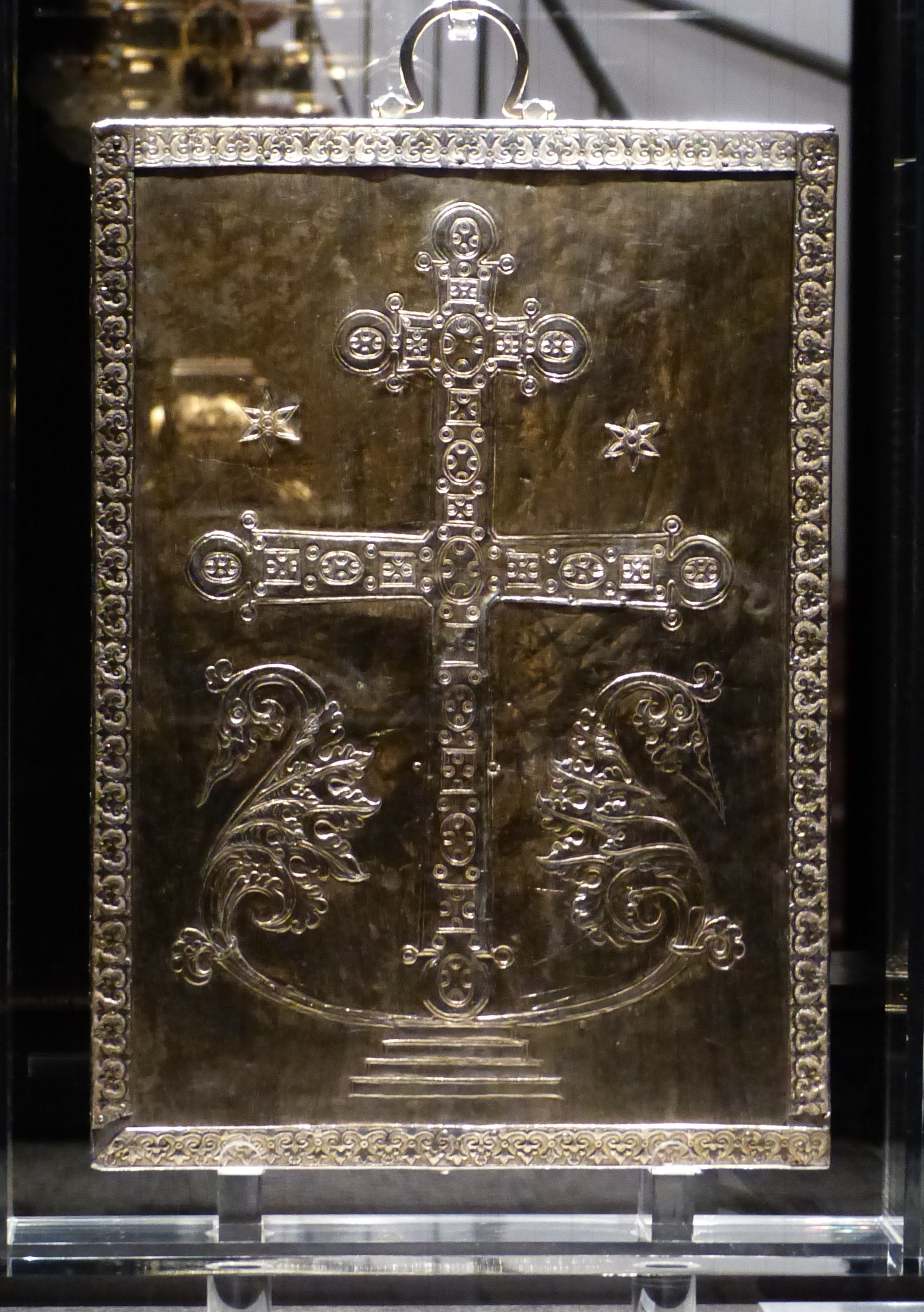
Dos de la staurothèque.

La staurothèque de Limbourg-sur-la-Lahn est une staurothèque (du grec ancien σταυρός staurós « croix » et θήκη théke « conteneur ») conservée au musée diocésain de  Limburg an der Lahn.
C'est un reliquaire contenant un fragment de la croix du Christ, réalisé à Constantinople à la fin du Xe siècle.

## Histoire
Rapportée de Constantinople en Allemagne par le chevalier Heinrich von Ulmen (vers 1175 - après 1234),, à l'issue de la quatrième croisade, la staurothèque est un reliquaire de la Vraie Croix. 
La croix porte au revers une inscription aux noms de Constantin VII Porphyrogénète et de son fils Romain II, et fut exécutée entre 945 et 959. Le reliquaire à compartiments est inscrit au nom du proèdre Basile, bâtard de Romain Ier, et il est daté entre 963, date à laquelle Basile le Parakoimomène prit ce titre, équivalent de grand Chambellan et de tuteur des jeunes empereurs Basile et Constantin (les fils de Romain II et de Théophano), et 985, moment où il fut exilé par Basile II (976-1025).
Le chevalier Heinrich en fait don en 1208 au couvent de Stuben, situé près de Bremm, sur la Moselle, qui le conserve pendant près de six cents ans. En 1794, les Français transportent le reliquaire à la forteresse d'Ehrenbreitstein, où il entre dans les possessions des comtes de Nassau-Weilburg. Le comte en fait don en 1835 au diocèse de Limburg. Actuellement, le reliquaire est conservé au musée diocésain de Limburg an der Lahn.

## Description
La staurothèque est réalisée en bois de sycomore recouvert d'une feuille d'argent doré. Elle est décorée d'émail cloisonné, de perles, émeraudes, saphirs, grenats et pierres semi-précieuses. Elle mesure 48 × 35 × 6 cm et pèse environ 11 kilos.
La staurothèque, en forme de rectangle, est composée de deux parties emboîtées : un coffret dans lequel est déposée la relique en forme de croix, et un couvercle coulissant depuis le haut. Le coffret et le couvercle sont en bois de sycomore, couverts d’or, d’émaux cloisonnés sur or et de pierres précieuses. 
Au centre du couvercle se trouvent neuf plaques d’émaux, entourées d’une bande décorative. La rangée centrale des images est une déesis : au centre est un christ trônant (Christ pantocrator), à gauche Jean l'Évangéliste accompagné de l'archange Gabriel, à droite Marie accompagnée de l'archange Michel. Les anges portent des habits de la cour byzantine, Marie et Jean sont vêtus de pourpre impériale. Dans les rangées au-dessus et en dessous, des saints par paires. Les registres du haut et du bas présentent les douze apôtres, groupés par deux. Les plaques centrales sont entourées d'un bandeau ornemental constellé de pierres où sont enchâssés des médaillons de huit saints en buste. Deux plaques décorées de trois rosettes figurées par des petits grenats et constellées de pierres se trouvent au-dessus et en dessous de ce cadre. Le tout est entouré de dix bandes rectangulaires.
Le dos du couvercle montre une croix posée sur un socle, en argent doré repoussé. Au pied de l'arbre pousse une acanthe.
L'intérieur du coffret est creusé d'un espace en forme de croix orthodoxe, de la taille exacte permettant d'accueillir une croix byzantine en bois ornée de pierres qui, en son centre, contient un éclat de bois censé provenir de la vraie croix. Elle est entourée de dix compartiments disposés le long de la branche verticale. Dix petites plaques en émail cloisonné figurent des anges. Dix autres plaques sont des couvercles de petits compartiments renfermant d’autres reliques. Ils sont décorés par paires de séraphins et de chérubins, séparés par des inscriptions.

## Articles liés
- Staurothèque
- Vraie Croix
- Césaire de Heisterbach
- Art de la dynastie macédonienne